# NCT DoJaeJung
NCT DoJaeJung (en hangul, 엔시티 도재정), es la quinta subunidad del grupo coreano NCT, creado y administrado por SM Entertainment. El grupo consta de tres miembros: Doyoung, Jaehyun y Jungwoo, todos miembros de NCT 127. Debutaron el 17 de abril de 2023 con el EP "Perfume". Su género musical es R&B, lo que les distingue del resto de subunidades.

## Nombre

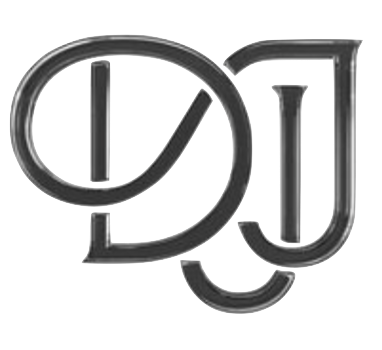
Logo oficial del grupo.

El nombre de NCT DoJaeJung viene del del nombre del NCT (acrónimo de Neo Culture Technology), y de los nombres de los tres miembros: "Do" de Doyoung, "Jae" de Jaehyun y "Jung" de Jungwoo.

## Historia

### 2022: Creación
NCT DoJaeJung fue formado a principios de 2022, y las grabaciones oficiales para su EP comenzaron en febrero de 2022. En octubre de ese mismo año se introdujo públicamente la subunidad, interpretando su canción "Can We Go Back" en el concierto de Seúl de NCT 127, "Neo City - The Link". En el MBC Gayo Daejejeon de 2022 volvieron a cantar la canción.

### 2023-presente: debut conPerfume
En marzo de 2023, SM Entertainment confirmó que NCT DoJaeJung debutaría como nueva unidad de NCT. Su primer EP, "Perfume", fue publicado el 17 de abril junto al tema principal, con el mismo nombre.
El EP tiene seis temas: "Perfume", "Kiss", "Dive", "Strawberry Sunday", "Can We Go Back" y "Ordinary". 
El álbum fue un éxito comercial a nivel digital y físico, vendiendo un total de 843,659 copias para junio de 2023, convirtiéndose de esta forma en el álbum debut más vendido de SM Entertainment y en el álbum mas vendido de cualquier subunidad de K-Pop.
La canción principal, "Perfume", debutó en el puesto 4 del Circle Digital Chart, siendo la subunidad de NCT más rápido en posicionarse entre los cinco primeros más escuchados de toda Corea del Sur. La canción consiguió el número uno en otras listas como Circle Download Chart y Circle BGM Chart.
El 4 de mayo, NCT DoJaeJung se presentó en el festival de música Rakuten Girls Awards en Tokio, Japón, siendo esta su primera actuación en el país. El 24 de junio, dieron su primer concierto para los fans, llamado "Perfume: Scented Symphony", celebrado en el Mall of Asia Arena, en Manila. El 25 de junio dieron una rueda de prensa en el centro comercial Glorietta, en Macati.
El 21 de julio, NCT DoJaeJung estuvo en la Fandom Party 2023 en la Comic-Con de San Diego, en California. Esta fue su primera actuación como subunidad en los Estados Unidos.

## Miembros
- Doyoung ( 도영 )
- Jaehyun ( 재현 )
- Jungwoo ( 정우 )

## Discografía

### EP
| Título  | Detalles | Posiciones en las listas | Posiciones en las listas | Posiciones en las listas | Ventas                           | Certificaciones     |
| Título  | Detalles | COR                      | Japón                    | Billboard JPN            | Ventas                           | Certificaciones     |
| ------- | --- | ------------------------ | ------------------------ | ------------------------ | -------------------------------- | ------------------- |
| Perfume | - Fecha de lanzamiento: 17 de abril de 2023 - Empresa: SM Entertainment - Formatos: CD, descarga digital, streaming | 2                        | 5                        | 5                        | - Corea: 806 642 - Japón: 30 579 | - KMCA : 2× Platino |

### Sencillos
| Título      | Año  | Posición en las listas | Álbum   |
| Título      | Año  | COR                    | Álbum   |
| ----------- | ---- | ---------------------- | ------- |
| " Perfume " | 2023 | 4                      | Perfume |

### Otras canciones en las listas
| Título              | Año  | Posiciones en las listas | Álbum   |
| Título              | Año  | COR                      | Álbum   |
| ------------------- | ---- | ------------------------ | ------- |
| "Kiss"              | 2023 | 107                      | Perfume |
| "Dive"              | 2023 | 131                      | Perfume |
| "Strawberry Sunday" | 2023 | 144                      | Perfume |
| "Can We Go Back"    | 2023 | 110                      | Perfume |
| "Ordinary"          | 2023 | 170                      | Perfume |

## Conciertos

### Concierto de fans
| Fecha               | Ciudad | País      | Evento             |
| ------------------- | ------ | --------- | ------------------ |
| 24 de junio de 2023 | Manila | Filipinas | Mall of Asia Arena |